# Powerbreak
Powerbreak är regelbundna spelavbrott i ishockey, främst införda för att möjliggöra reklamavbrott i TV-sända matcher. Dessa avbrott sker vid förutbestämda tidpunkter under matchens gång och används i dag i både nationella ligor och internationella turneringar.

## Ursprung och syfte
Powerbreaks infördes först i NHL under säsongen 1992/93. Innan dess användes kortare reklamavbrott under naturliga spelstopp, men sändningsbolagen efterfrågade mer strukturerade möjligheter att visa reklam. NHL:s lösning blev att införa fyra stycken 70-sekunders "TV timeouts" per period, istället för tidigare sju 30-sekundersavbrott.
Syftet var tvådelat: dels att öka intäkterna genom TV-reklam, dels att skapa mer jämn energiåtgång för spelarna. Tränare kunde också planera byten bättre och ge stjärnspelare vila utan att ta timeout. Det fins också möjlighet till taktiksnack och underhåll av isen.

## Införande i Sverige
I Sverige infördes powerbreaks i dåvarande Elitserien inför säsongen 2009/10. Beslutet motiverades med behovet att anpassa ligan till moderna sändningsformat och maximera de kommersiella intäkterna från TV-rättigheter.
Senare infördes powerbreaks även i Hockeyallsvenskan och Hockeyettan. I Hockeyettan blev det 2017 beslutat att införa powerbreaks i samtliga serier, inklusive Vårettan, fortsättningsserier, playoff och kvalserier.

## Tillämpning
Powerbreaks sker normalt vid första spelavbrottet efter 6, 10 och 14 minuters effektiv speltid i varje period, förutsatt att inget lag har numerärt överläge och att minst en minut passerat sedan senaste spelstopp. Under powerbreaks får lagen inte lämna båset, men målvakter får åka till avbytarbåset för vätskeintag eller utrustningsjustering.
Powerbreak tas inte:
- Vid pågående utvisningar.
- I samband med straffslag.
- Om spelet nyligen har varit avblåst för ett mål.
- Om det skulle ge något lag en fördel i spelet.[3]

## Användning internationellt
Även IIHF använder powerbreaks i större turneringar som VM och Olympiska vinterspelen. Dessa avbrott är integrerade i det internationella TV-formatet. Det har dock förekommit kritik från fans och spelare som upplever att tempot bryts och att avbrotten påverkar matchens flyt.